# Ustaše
Ustaše (udtale: [ûstaʃe]?; også kendt som Ustashe, Ustashas og Ustashi; fulde navn Ustaša - Kroatiens revolutionære bevægelse, kroatisk: Ustaša - Hrvatski revolucionarni pokret), var en kroatisk fascistisk, ultranationalistisk og terrororganisation, aktiv, i sin oprindelige form, mellem 1929 og 1945. Dens medlemmer myrdede hundredtusindvis af serbere, jøder og romaer i Jugoslavien under 2. verdenskrig.
Under 2. verdenskrig oprettede Ustaša Den Uafhængige Stat Kroatien (1941-1945), et marionetregime med Nazityskland i ryggen.
Ustasa etablerede flere koncentrationslejre, bl.a, Jasenovac hvor anslået mellem 85.000 og 100.000 blev myrdet  og Sajmište koncentrationslejr. Det samlede antal ofre for NDH regimet i Kroatien mellem 1941 og 1945 er modstridende på grund af manglende dokumentation. Jad Vashemcentert mener, at antallet af ofre var 600.000, hovedsageligt serbere. United States Holocaust Memorial Museum opgiver antallet af serbiske ofre i Jasenovac til så mange som 700.000. Den kroatiske nationalistiske filosof, der blandt andet har gjort sig bemærket ved at påstå, at serbere stod for myrderierne i Sajmište koncentrationslejr, Anto Knežević, påstår at de høje dødstal er serbisk propaganda.

## Flugt
Efter Anden Verdenskrig, gik mange af Ustašemedlemmer under jorden eller flygtede til blandt andet Canada, Australien, Tyskland og Sydamerika med hjælp fra Den romerskkatolske kirke og deres egne tilhængere.
Gennem flere år forsøgte nogle Ustašemedlemmer at organisere en modstandgruppe kaldet korsfarerne, men blev stort set elimineret af de jugoslaviske myndigheder.
Efter Den Uafhængige Stat Kroatiens nederlag, gik bevægelsen i dvale. Magtkampe fragmenterede efterfølgende Ustaše og Ante Pavelić, Ustašes tidligere leder gemte sig i Østrig og Rom, med hjælp af katolske præster, og flygtede senere til Argentina, men blev skudt nær Buenos Aires den 9. april 1957 af montengrineren Blagoje Jovović. Pavelić døde senere af sine kvæstelser.